# Élections législatives autrichiennes de 1962
Les élections législatives autrichiennes de 1962 (Nationalratswahl in Österreich 1962, en allemand), se sont tenues le 18 novembre 1962, en vue d'élire les 165 députés du Conseil national, pour un mandat de quatre ans.
Le Parti populaire autrichien remporte ces élections devant le Parti socialiste d'Autriche.

## Contexte
Julius Raab, chancelier ÖVP depuis 1953, démissionne en 1961 et est remplacé par Alfons Gorbach.

## Mode de scrutin

Carte des neuf Länder.

L'Autriche est une république semi-présidentielle dotée d'un parlement bicaméral.
Sa chambre basse, le Conseil national (en allemand : Nationalrat), est composée de 165 députés élus pour cinq ans selon un mode de scrutin proportionnel de liste bloquées dans neuf circonscriptions, qui correspondent aux Länder, à raison de 7 à 36 sièges par circonscription selon leur population. Elles sont ensuite subdivisées en un total de 43 circonscriptions régionales.
Le seuil électoral est fixé à 4 % ou un siège d'une circonscription régionale. La répartition se fait à la méthode de Hare au niveau régional puis suivant la méthode d'Hondt au niveau fédéral.
Bien que les listes soit bloquées, interdisant l'ajout de noms n'y figurant pas, les électeurs ont la possibilité d'exprimer une préférence pour un maximum de trois candidats, permettant à ces derniers d'être placés en tête de liste pour peu qu'ils totalisent un minimum de 14 %, 10 % ou 7 % des voix respectivement au niveau régional, des Länder, et fédéral. Le vote, non obligatoire, est possible à partir de l'âge de 19 ans.

## Partis et têtes de liste
| Parti | Parti                                                           | Idéologie                                                      | Tête de liste                       | Résultat en 1959           |
| ----- | --------------------------------------------------------------- | -------------------------------------------------------------- | ----------------------------------- | -------------------------- |
|       | Parti socialiste d'Autriche Sozialistische Partei Österreichs   | Centre gauche Social-démocratie, progressisme                  | Bruno Pittermann (Vice-chancelier)  | 44,8 % des voix 78 députés |
|       | Parti populaire autrichien Österreichische Volkspartei          | Centre droit Démocratie chrétienne, conservatisme, libéralisme | Alfons Gorbach (Chancelier fédéral) | 44,2 % des voix 79 députés |
|       | Parti de la liberté d'Autriche Freiheitliche Partei Österreichs | Extrême droite Nationalisme, conservatisme, euroscepticisme    | Friedrich Peter                     | 7,7 % des voix 8 députés   |

## Résultats

### Scores
| Parti | Parti                                      | Suffrages | Suffrages | Suffrages | Sièges  | Sièges        |
| Parti | Parti                                      | Voix      | %         | +/-       | Députés | +/-           |
| ----- | ------------------------------------------ | --------- | --------- | --------- | ------- | ------------- |
|       | Parti populaire autrichien (ÖVP)           | 2 024 501 | 45,43     | 1,24      | 81      | 2             |
|       | Parti socialiste d'Autriche (SPÖ)          | 1 960 685 | 44,00     | 0,78      | 76      | 2             |
|       | Parti de la liberté d'Autriche (FPÖ)       | 313 895   | 7,04      | 0,66      | 8       | en stagnation |
|       | Communistes et socialistes de gauche (KuL) | 135 520   | 3,04      | 0,23      | 0       | en stagnation |
|       | Autres                                     | 21 530    | 0,48      | N/A       | 0       | N/A           |

### Analyse
Le Parti populaire autrichien obtient 45,43 % des voix et 81 députés soit presque la majorité absolue.

### Conséquences
La coalition est reconduite au pouvoir, Alfons Gorbach reste chancelier.